# Maria Mandini
Maria Mandini, död efter 1791, var en fransk operasångare. Hon är känd som den första artist som gjorde rollen av Marzellina i Figaros bröllop av Mozart på dess urpremiär i Wien 1 maj 1786. 
Hon var dotter till en medlem av hovpersonalen vid det franska hovet i Versailles. År 1783 debuterade hon på operascenen i Wien med sin make och kollega, Stefano Mandini. Hon var mer känd för sin skönhet än sin röst.  